# Арапахо
 Тази статия е за индианското племе.  За окръга в САЩ вижте Арапахо (окръг).  
Арапахо (самоназвание инуна-ина, „нашите хора"; на лакота са известни като „Махпия-то – сините облаци") – северноамериканско индианско племе от Алгонкинското езиково семейство, което населява първоначално северните части на днешния щат Минесота, където се изхранва с лов, събирачество и вероятно частично със земеделие. През XVIII век арапахо се придвижват, заедно със своите съюзници и роднини шайените на запад и достигнали Великите равнини. С овладяването на коня те се превръщат в типични представители на степната номадска култура на ловците на бизони. В миналото воюват с шошоните, ютите, кроу и поуните. През втората половина на XVIII век от арапахо се отделя племето ацина (гро-вантър). Някои антрополози смятат арапахо за прародител на всички западни алгонкини (чернокраки, шайени и ацина).
След първоначални конфликти, в началото на ХІХ век арапахо сключват мир с лакота и стават техни съюзници и приятели. След битката при Вълчия поток през 1838 г. арапахо и шайените сключват мир и с команчите и кайова, с които дотогава водят ожесточена война. Тези мирни отношения се запазват до вкарването на всички индиански племена в резервати.
Към средата на XIX век арапахо се разделят на северен (обитаващ източните части на днешния щат Уайоминг) и южен клон (обитаващ източните земи на щата Колорадо). Този индиански народ решително се противопоставя на американската експанзия във Великите равнини. Северните арапахо сключват военен съюз с шайените и лакота, а южните – с кайова и команчите и години наред воюват срещу заселниците и щатската армия.
Днес, в началото на 21 век северните арапахо делят резерват в щата Уайоминг с шошоните, а южните обитават предоставените им от американското правителство земи в щата Оклахома. Общият им брой е около 4300 души.